# Саади, Абдаррахман ибн Абдаллах
Абд ар-Рахман ибн Абдаллах ибн Имран ибн Амир ас-Саади́ (Абдаррахман ас-Сади, Са’ди; 28 мая 1596, Томбукту — после 1656, там же) — западноафриканский историк и имам, политический деятель Западного Судана.

## Жизнь
По этнической принадлежности сонгай, мандинка или фульбе. Родился в семье мусульманского законоведа. Продолжил работу отца в Дженне, служил в Великой мечетт Дженне. Затем стал титульным имамом мечети Санкоре в Томбукту (1627—1637). Как начальник канцелярии (с конца 1640-х) играл значительную роль в политических делах своей страны под протекторатом Марокко, неоднократно выполнял дипломатические поручения марокканских пашей; таким образом приобрёл глубокие знания народов, институтов и обычаев.

## «История Судана»
Автор арабоязычной хроники «История Судана» («Тарих ас-Судан», ок. 1655). В ней излагает политическую и культурную историю местных народов, государства Сонгай от его мифических истоков до марокканской оккупации, последующих событий с 1591 по 1655—1656 годы, а также соседних держав, расположенных по среднему течению реки Нигер, включая средневековые африканские империи Гане и Мали. Большое внимание уделяется описанию обстоятельств и последствий марокканских завоеваний в Западном Судане в конце XVI века, а также истории мусульманской культуры в Томбукту и Дженне.
Для европейцев это историческое сочинение было открыто и впервые изучено немецким путешественником Генрихом Бартом, посетившим Томбукту в 1853—1854 годы. Однако он ошибочно приписал его Ахмад Бабе аль-Тимбукти. Лишь сорок лет спустя французский журналист-путешественник Феликс Дюбуа указал, что Ахмад Баба не мог быть автором «Тарих ас-Судан», поскольку там упоминается его же смерть.

## Сочинения
- es-Sadi, Abderrahman, Tarikh es-Soudan. Documents arabes relatifs à l’histoire du Soudan: Traduit de l’Arabe, éd. par O. Houdas, E. Benoist, v. 1—2. — Paris: E. Leroux, 1898—1900.